# Wolf-hondhybride

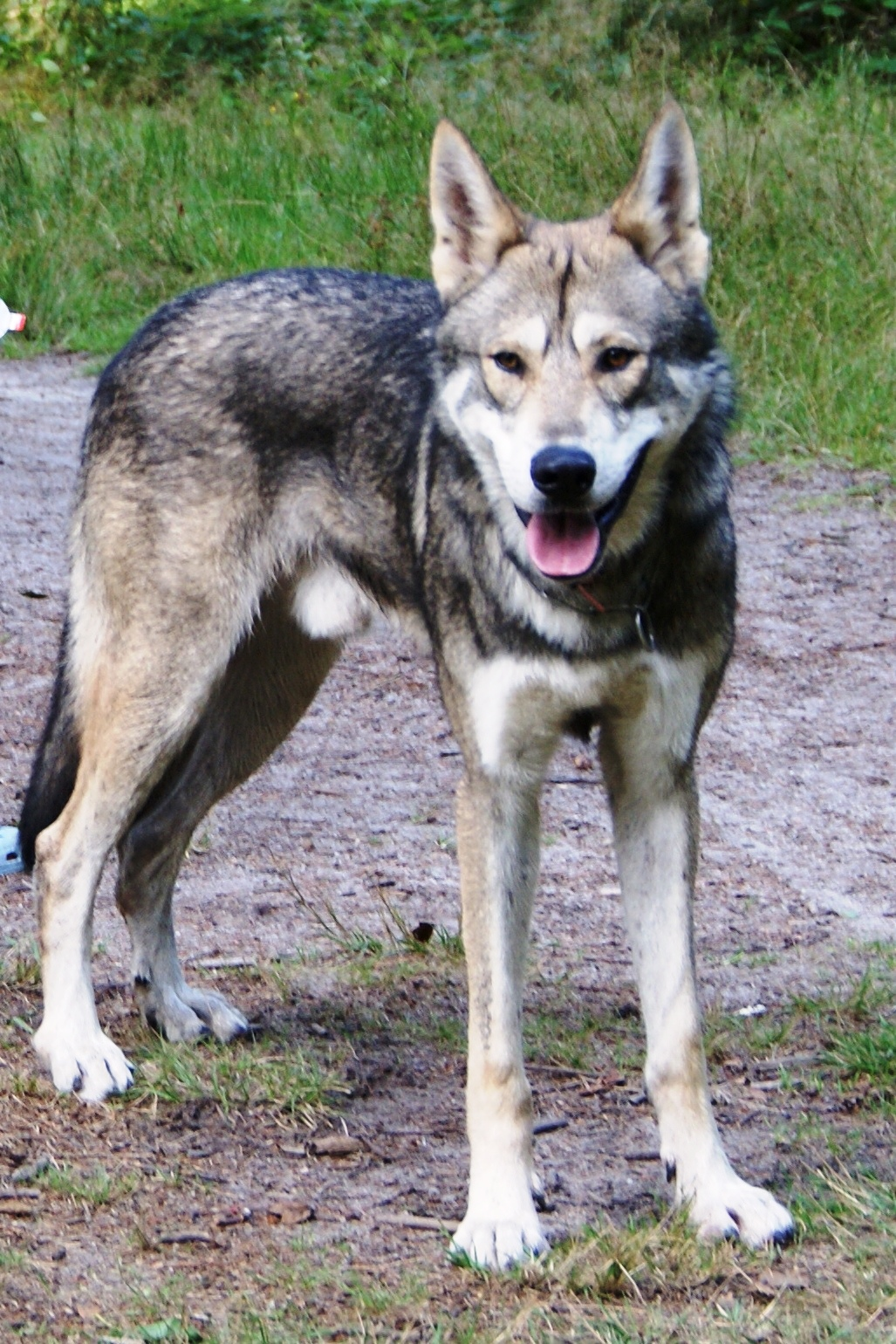
Een saarlooswolfhond.

Een wolf-hondhybride (vaak ook wolfshond genoemd) is een hybride tussen een wolf en een gedomesticeerde hond. De term wolfshond is meer in gebruik geraakt sinds de gedomesticeerde hond volgens de taxonomie is geclassificeerd als ondersoort van de wolf.
Er bestaan wereldwijd verschillende criteria over wanneer een hond nog als wolf-hondhybride telt. Organisaties die wolf-hondhybriden redden en opvangen, classificeren bijvoorbeeld elke hond met een stamboom waarin binnen de vijf voorgaande generaties een wolf voorkomt als wolf-hondhybride.
De eerste gedocumenteerde kruising tussen een wolf en hond dateert uit 1766, en vond plaats in het Verenigd Koninkrijk. Wolfshonden werden lange tijd vooral door Britse edellieden gekocht.
Daar wolf-hondhybriden genetisch kenmerken vertonen van zowel wolven als honden, zijn net als bij bastaardhonden zowel hun uiterlijk als gedrag erg veranderlijk en moeilijk te voorspellen. Hun uiterlijk kan verschillen van het uiterlijk van een gewone hond tot het uiterlijk van een gewone wolf. Wolf-hondhybriden zouden sterker zijn dan gewone honden, en minder erfelijke ziektes kennen. Hun gedrag tegenover mensen is lastiger te voorspellen dan bij honden. Zo zijn ze vaak agressiever en minder geschikt als huisdier dan normale honden. Volgens de CDC en de Humane Society of the United States zijn wolf-hondhybriden zesde op de lijst van honden die verantwoordelijk zijn voor de meeste aanvallen op mensen in de Verenigde Staten. Wolf-hondhybriden zijn mede hierdoor vaak onderwerp van controverse. Zo bestaan er veel beperkingen op het fokken ervan.